# Lil Mosey

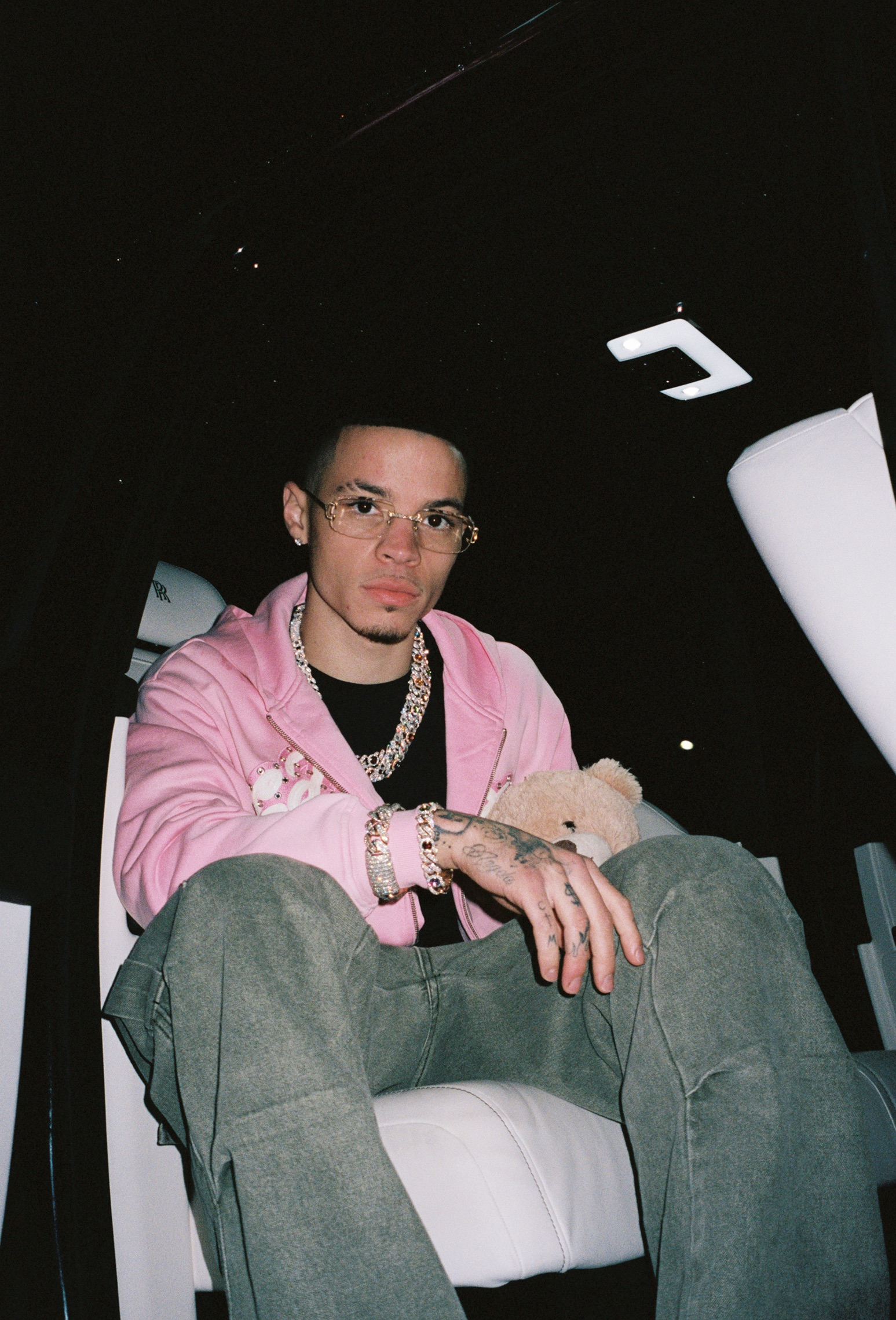
Lil Mosey (2024)

Lil Mosey (* 25. Januar 2002 in Seattle; bürgerlich Lathan Moses Echols) ist ein US-amerikanischer Rapper und Songwriter aus Seattle.

## Karriere
Lil Mosey kam nach eigenen Angaben zum Rappen durch seinen Bruder, der ihm das Album Dreams and Nightmares des Rappers Meek Mill auf den iPod übertrug. Danach startete er mit den Programmen Garageband und Audacity seine eigenen Songs zu erstellen. Später nahm er seine Songs im Studio auf.
Seinen Durchbruch hatte Lil Mosey 2017 mit dem Lied Pull Up, welches auf YouTube über 25 Millionen Aufrufe hat. Sein erfolgreichstes Lied ist Noticed, welches im Juli 2018 auf Soundcloud publiziert wurde. Veröffentlicht wurde es auf YouTube von Lyrical Lemonade, einem Multimedia Unternehmen, welches von Cole Bennett, dem Produzenten des Musikvideos, geführt wird. Dort erreichte das Musikvideo über 282.000.000 Aufrufe (Stand 25. Dezember 2022). Dieses Lied ist ein Remake, einer unter gleichem Namen veröffentlichten, älteren Version des Songs.

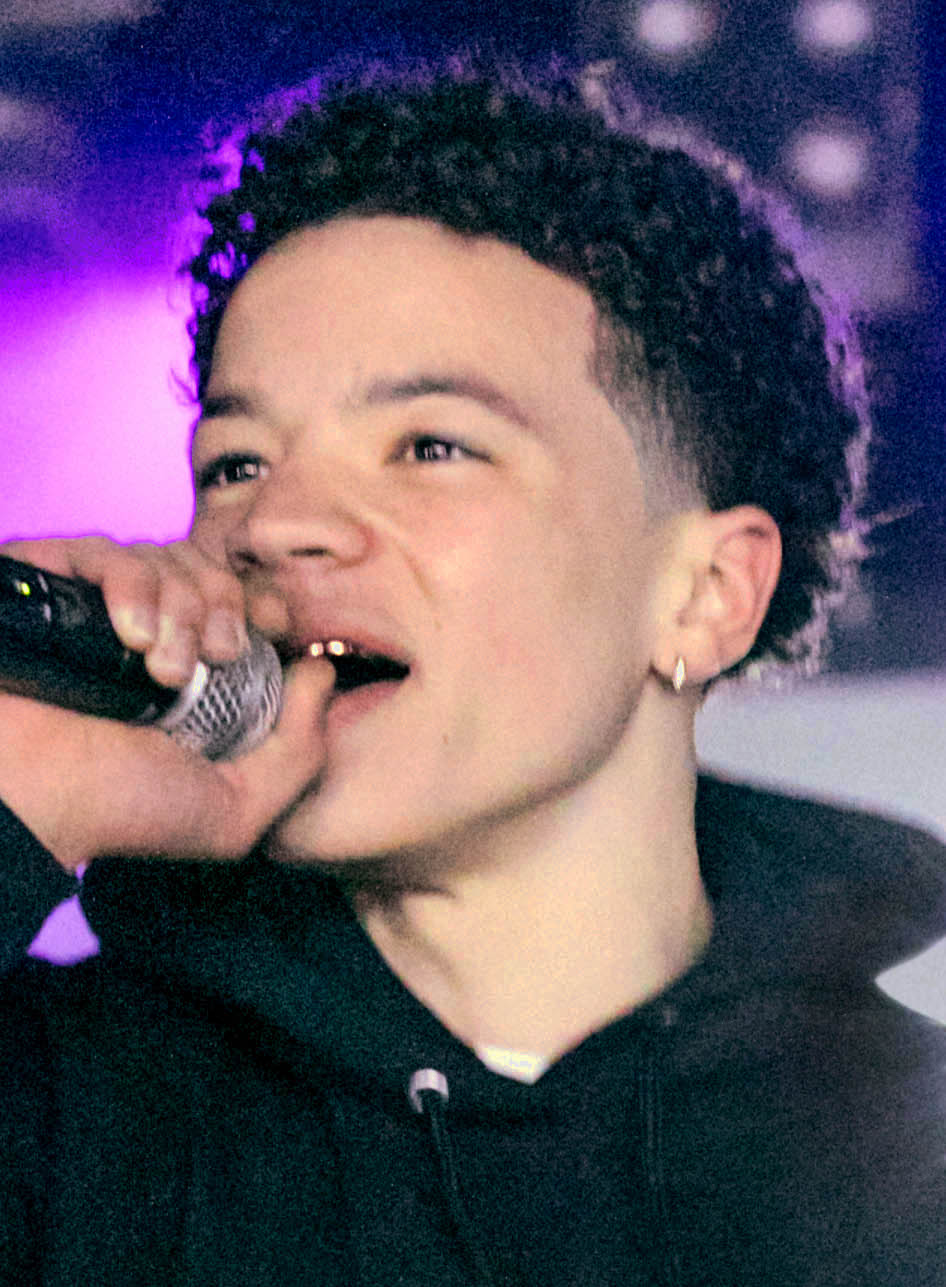
Lil Mosey

Sein Musikstil wird als Trap mit leichten Melodien bezeichnet und als ähnliche Künstler werden Lil Yachty, Lil Tjay und Desiigner genannt.

## Privates
Nach eigenen Angaben brach Lil Mosey, als er 16 war, die Schule ab um sich seiner Musikkarriere zu widmen.

## Live-Auftritte
Lil Mosey ging im Juni 2019 auf Tour. Auch trat er beim Summer Smash 2019 auf.
In der Vergangenheit trat er bereits zusammen mit Juice Wrld, Lil Xan, Smokepurpp und Smooky MarGielaa auf.

## Diskografie

### Alben
| Jahr | Titel              | Höchstplatzierung, Gesamtwochen, AuszeichnungChartplatzierungen (Jahr, Titel, Platzierungen, Wochen, Auszeichnungen, Anmerkungen) | Höchstplatzierung, Gesamtwochen, AuszeichnungChartplatzierungen (Jahr, Titel, Platzierungen, Wochen, Auszeichnungen, Anmerkungen) | Anmerkungen                                                  |
| Jahr | Titel              | UK | US | Anmerkungen                                                  |
| ---- | ------------------ | --- | --- | ------------------------------------------------------------ |
| 2018 | Northsbest         | — | US29 Gold · (34 Wo.)US | Erstveröffentlichung: 19. Oktober 2018 Verkäufe: + 517.500   |
| 2019 | Certified Hitmaker | UK67 (1 Wo.)UK | US12 Platin · (50 Wo.)US | Erstveröffentlichung: 8. November 2019 Verkäufe: + 1.007.500 |

### Singles
| Jahr | Titel Album                         | Höchstplatzierung, Gesamtwochen, AuszeichnungChartplatzierungen (Jahr, Titel, Album, Platzierungen, Wochen, Auszeichnungen, Anmerkungen) | Höchstplatzierung, Gesamtwochen, AuszeichnungChartplatzierungen (Jahr, Titel, Album, Platzierungen, Wochen, Auszeichnungen, Anmerkungen) | Höchstplatzierung, Gesamtwochen, AuszeichnungChartplatzierungen (Jahr, Titel, Album, Platzierungen, Wochen, Auszeichnungen, Anmerkungen) | Höchstplatzierung, Gesamtwochen, AuszeichnungChartplatzierungen (Jahr, Titel, Album, Platzierungen, Wochen, Auszeichnungen, Anmerkungen) | Höchstplatzierung, Gesamtwochen, AuszeichnungChartplatzierungen (Jahr, Titel, Album, Platzierungen, Wochen, Auszeichnungen, Anmerkungen) | Anmerkungen                                                                 |
| Jahr | Titel Album                         | DE | AT | CH | UK | US | Anmerkungen                                                                 |
| --- | ----------------------------------- | --- | --- | --- | --- | --- | --------------------------------------------------------------------------- |
| 2018 | Pull Up Northsbest                  | — | — | — | — | US— GoldUS | Erstveröffentlichung: 13. Januar 2018 Verkäufe: + 500.000                   |
| 2018 | Noticed Northsbest                  | — | — | — | UK— GoldUK | US80 ×3Dreifachplatin · (10 Wo.)US | Erstveröffentlichung: 20. Juli 2018 Verkäufe: + 3.670.000                   |
| 2019 | Stuck in a Dream Certified Hitmaker | — | — | — | UK83 Silber · (1 Wo.)UK | US62 ×2Doppelplatin · (4 Wo.)US | Erstveröffentlichung: 20. September 2019 Verkäufe: + 2.225.000; feat. Gunna |
| 2020 | Blueberry Faygo Certified Hitmaker  | DE37 Gold · (9 Wo.)DE | AT29 Gold · (11 Wo.)AT | CH28 (22 Wo.)CH | UK9 Platin · (27 Wo.)UK | US8 ×6Sechsfachplatin · (33 Wo.)US | Erstveröffentlichung: 7. Februar 2020 Verkäufe: + 7.766.000                 |
| Folgende Lieder erschienen nicht als Single, wurden aber durch das Album zum Download und Streaming bereitgestellt und konnten somit eine Platzierung erlangen: |                                     | | | | | |                                                                             |
| |                                     | | | | | |                                                                             |
| 2018 | Kamikaze Northsbest                 | — | — | — | — | US97 Platin · (1 Wo.)US | Verkäufe: + 1.000.000                                                       |
| 2018 | Burberry Headband Northsbest        | — | — | — | — | US— GoldUS | Verkäufe: + 500.000                                                         |
| 2018 | Greet Her Northsbest                | — | — | — | — | US— GoldUS | Verkäufe: + 500.000                                                         |

Weitere Singles
- 2018: Boof Pack
- 2018: K for Christmas
- 2019: Bust Down Cartier
- 2019: G Walk (feat. Chris Brown, US: Gold)
- 2019: Live This Wild (US: Gold)
- 2020: Only The Team (feat. Rvssian & Lil Tjay)
- 2020: Back At It (feat. Lil Baby)

## Auszeichnungen für Musikverkäufe
| Goldene Schallplatte - Brasilien - 2024: für die Single Stuck in a Dream - Dänemark - 2020: für das Album Northsbest - Frankreich - 2024: für die Single Blueberry Faygo - 2025: für die Single Noticed - Italien - 2020: für die Single Blueberry Faygo - 2021: für das Lied Gangang - Kanada - 2020: für das Lied Wrong - Neuseeland - 2021: für das Album Northsbest - 2022: für das Album Certified Hitmaker - Portugal - 2020: für die Single Stuck in a Dream - Spanien - 2024: für die Single Blueberry Faygo Platin-Schallplatte - Australien - 2021: für das Lied Wrong - Brasilien - 2024: für die Single Noticed - Dänemark - 2021: für die Single Blueberry Faygo - 2025: für die Single Noticed - Griechenland - 2021: für die Single Blueberry Faygo - Neuseeland - 2020: für die Single Blueberry Faygo - 2020: für die Single Noticed - Polen - 2021: für die Single Blueberry Faygo - Portugal - 2022: für die Single Noticed - Vereinigte Staaten - 2022: für das Lied Wrong | 2× Platin-Schallplatte - Australien - 2021: für die Single Blueberry Faygo - Portugal - 2021: für die Single Blueberry Faygo 4× Platin-Schallplatte - Kanada - 2020: für die Single Blueberry Faygo Diamantene Schallplatte - Brasilien - 2024: für die Single Blueberry Faygo |

Anmerkung: Auszeichnungen in Ländern aus den Charttabellen bzw. Chartboxen sind in ebendiesen zu finden.
| Land/RegionAuszeichnungen für Musikverkäufe (Land/Region, Auszeichnungen, Verkäufe, Quellen) | Silber  | Gold       | Platin       | Diamant  | Verkäufe   | Quellen              |
| -------------------------------------------------------------------------------------------- | ------- | ---------- | ------------ | -------- | ---------- | -------------------- |
| Australien (ARIA)                                                                            | —       | —          | 3× Platin3   | —        | 210.000    | aria.com.au          |
| Brasilien (PMB)                                                                              | —       | Gold1      | Platin1      | Diamant1 | 220.000    | pro-musicabr.org.br  |
| Dänemark (IFPI)                                                                              | —       | Gold1      | 2× Platin2   | —        | 190.000    | ifpi.dk              |
| Deutschland (BVMI)                                                                           | —       | Gold1      | —            | —        | 200.000    | musikindustrie.de    |
| Frankreich (SNEP)                                                                            | —       | 2× Gold2   | —            | —        | 200.000    | snepmusique.com      |
| Griechenland (IFPI)                                                                          | —       | —          | Platin1      | —        | 20.000     | Einzelnachweise      |
| Italien (FIMI)                                                                               | —       | 2× Gold2   | —            | —        | 70.000     | fimi.it              |
| Kanada (MC)                                                                                  | —       | Gold1      | 4× Platin4   | —        | 360.000    | musiccanada.com      |
| Neuseeland (RMNZ)                                                                            | —       | 2× Gold2   | 2× Platin2   | —        | 75.000     | radioscope.co.nz NZ2 |
| Österreich (IFPI)                                                                            | —       | Gold1      | —            | —        | 15.000     | ifpi.at              |
| Polen (ZPAV)                                                                                 | —       | —          | Platin1      | —        | 50.000     | olis.pl              |
| Portugal (AFP)                                                                               | —       | Gold1      | 3× Platin3   | —        | 35.000     | Einzelnachweise      |
| Spanien (Promusicae)                                                                         | —       | Gold1      | —            | —        | 30.000     | elportaldemusica.es  |
| Vereinigte Staaten (RIAA)                                                                    | —       | 6× Gold6   | 14× Platin14 | —        | 17.000.000 | riaa.com             |
| Vereinigtes Königreich (BPI)                                                                 | Silber1 | Gold1      | Platin1      | —        | 1.200.000  | bpi.co.uk            |
| Insgesamt                                                                                    | Silber1 | 20× Gold20 | 32× Platin32 | Diamant1 |            |                      |